# ليزا تاكر (مؤلفة)
ليزا تاكر (بالإنجليزية: Lisa Tucker) (1963)؛ روائية أمريكية. درست في جامعة بنسيلفانيا.